# Jacint Corbella i Corbella
Jacint Corbella i Corbella (Manresa, 1937 - Barcelona, 2025) és un metge i professor universitari català.
Llicenciat el 1960 en medicina i doctorat 1965 per la Universitat de Barcelona, és catedràtic de medicina legal des del 1976 i de toxicologia des del 1984 a la UB, exercint la docència a les facultats de Medicina i de Farmàcia. Ha estat degà de la facultat de medicina entre 1979 i 1982, i vicerector de la UB entre 1986 i 1988.
Les línies de recerca en què treballa són la contaminació alimentària i la impregnació humana per hidrocarburs clorats i per metalls, la responsabilitat sanitària i la història de la medicina catalana, la història de la medicina legal i la toxicologia. Creà un centre d'informació toxicològica a la Universitat de Barcelona. Ha estudiat el suïcidi a Catalunya, la responsabilitat professional i la patologia del tal·li. Important impulsor de la historiografia mèdica catalana, ha estudiat els corrents ideològics de la medicina catalana, les preocupacions socials dels metges i la història de la hipertensió arterial.
És membre de la Reial Acadèmia de Medicina de Barcelona des del 1985, de l'Institut d'Estudis Catalans des del 1999, de l'Acadèmia de Ciències Veterinàries de Catalunya des del 2000, i de la Reial Acadèmia de Farmàcia de Catalunya des del 2003. A més, ha estat director de l'Escola de Medicina del Treball de la UB des del 1976, i cap del Servei de Toxicologia de l'Hospital Clínic de Barcelona.
Ha estat director de Gimbernat: Revista Catalana d'Història de la Medicina i de la Ciència i del Seminari Pere Mata de la UB, que ha publicat noranta monografies sobre temes de medicina legal, toxicologia i història de la medicina. És autor, entre d'altres, dels llibres “Intoxication au thallium” (1972), amb A. Bertran i F. Hernàndez; “Diccionari biogràfic de metges catalans” (1981-83), 3 vols., amb Josep Maria Calbet i Camarasa,; Bibliografia històrica de la sanitat catalana (1992-1998, 2 v.); “Història de la Facultat de Medicina de Barcelona” (1996); “Història de la Toxicologia” (1998); “Esquemes de Toxicologia Industrial” (2000), 2 vols. I coautor de més de cent cinquanta treballs en revistes internacionals.
El febrer del 2019 s'inaugurà la Sala Jacint Corbella i Corbella al CRAI Biblioteca del Campus Clínic, un espai polivalent apte per al treball en grup i per a la realització de diferents actes.
Mor a Barcelona el 17 de maig de 2025.